# Ramazan Şahin
Ramazan Şahin (em russo: Рамзан Ирбайханов; Makhatchkala, 8 de julho de 1983) é um lutador de estilo-livre russo-turco, campeão olímpico.

## Carreira
Representando a Turquia, Şahin conquistou medalhas de ouro no Campeonato Mundial de 2007, no Campeonato Europeu de 2008 e nos Jogos Olímpicos de Verão de 2008 em Pequim. Nos jogos de 2012, terminou em quinto lugar. A partir de fevereiro de 2019, ocupou a posição de técnico da equipe nacional de luta livre do Turcomenistão.